# 波萨达斯
波萨达斯（西班牙語：Posadas）位于阿根廷东北部巴拉那河畔，是米西奥内斯省的首府，人口255,052（2001年）。